# Star Wars: The Force Awakens (banda sonora)
Star Wars: The Force Awakens – Original Motion Picture Soundtrack es la banda sonora para la película del mismo nombre compuesta por John Williams con el propio Williams y William Ross como directores, y Gustavo Dudamel apareciendo como «director de orquesta invitado». El álbum fue lanzado por Walt Disney Records el 18 de diciembre de 2015, en dos formatos: Digipak y CD digitales. El score de la película es la primera de la saga Star Wars que no fue realizada por la Orquesta Sinfónica de Londres, ni grabada en Abbey Road Studios.

## Descripción general
En julio de 2013 fue confirmado que Williams estaba escribiendo el score para la película. La música de los dos primeros tráileres de la película fueron reelaborados a partir de composiciones anteriores. Williams comenzó a trabajar en el score en diciembre de 2014 y en junio de 2015 había terminado la mayor parte de los temas para las escenas de la película, trabajando a diario. En mayo de 2015 Williams dijo que iba a volver a utilizar los temas de las películas anteriores, como los de Luke, Leia y Han, de manera que «parecerá muy natural y justo para los momentos en los que hemos elegido hacer este tipo de citas. No hay muchos de ellos, pero hay algunos que creo son importantes y forman parte de la estructura de la pieza de una manera positiva y constructiva». También dijo que el trabajo con J.J. Abrams fue similar al proceso que atravesó con George Lucas en las películas anteriores.
Las sesiones de grabación para The Force Awakens comenzaron el 1 de junio de 2015 en Barbra Streisand Scoring Stage (compañía de Sony Pictures Studios) ubicada en la Ciudad de Culver, con William Ross como realizador de la mayor parte de la música. Williams asistió a las sesiones y llevó a cabo el resto de las grabaciones. El calificó al proceso de grabación como «muy lujoso», con 12 sesiones dispersas durante un período de cinco meses entre junio y noviembre de 2015. El score fue grabado por una orquesta independiente – es la primera banda sonora de Star Wars, en no ser realizada por la Orquesta Sinfónica de Londres – con sesiones continuas durante ese período de cinco meses. La orquesta de 90 piezas grabó 175 minutos de música, a pesar de que casi una hora de ese material se descartó, modificó o regrabó al igual que Abrams había reeditado la película. El tema para Snoke fue grabado por un coro de 24 voces de hombres. Gustavo Dudamel llevó a cabo la apertura y el final de la música del título de la película a petición de Williams. La última sesión de grabación tuvo lugar el 14 de noviembre de 2015.
En preparación para el lanzamiento de The Force Awakens múltiples empresas de streaming musical comenzaron a ofrecer a los usuarios las listas de reproducción por temática de Star Wars. «No existían plataformas de streaming para las [anteriores] películas, así que eso es algo que vamos a estar lanzando, junto con las listas de reproducción de los personajes impulsada con sonidos y diálogos de la película», dijo Ken Bunt, presidente de Disney Music Group. «A la gente le encanta escuchar diálogos y efectos de sonido, por lo que ahora estamos trabajando en algunas ideas para incorporar algunos en la lista de temas». Tras su lanzamiento, la banda sonora de The Force Awakens llegó a estar disponible para ser transmitida a través de Spotify.

## Recepción
El score ha recibido críticas generalmente positivas. Jørn Tillnes de Soundtrack Geek dijo: «El hecho es que este score ni siquiera se acerca a la trilogía clásica ni tampoco lucha con la trilogía precuela. No sé si es la más débil de la saga. El tiempo lo dirá. Lo que sí sé es que es uno de los mejores score que he escuchado en mucho tiempo». uDiscover dio a la película una crítica positiva, diciendo: «Los expansivos pasajes dramáticos están tan llenos de intensidad como uno esperaría para una película tan épica como The Force Awakens, pero la atención al detalle dentro del score – y el rendimiento de lo exquisitamente grabado – hace que el resultado sea algo sutil y atractivo de escuchar».
Jonathan Broxton de Movie Music UK elogió el score, diciendo: «Incluso cuando se mira objetivamente, lo que John Williams ha logrado con este score es nada menos que notable. Ha escrito cinco temas nuevos, dos de los cuales – 'Rey's Theme' y la 'March of the Resistance' – son maravillosamente memorables, y pueden estar hombro a hombro con el resto de temas memorables dentro del universo de Star Wars».

## Lista de canciones
Toda la música compuesta por John Williams. 
| N.º     | Título                                           | Duración |  |
| 1.      | «Main Title and the Attack on the Jakku Village» | 6:25     |  |
| 2.      | «The Scavenger»                                  | 3:39     |  |
| 3.      | «I Can Fly Anything»                             | 3:10     |  |
| 4.      | «Rey Meets BB-8»                                 | 1:31     |  |
| 5.      | «Follow Me»                                      | 2:54     |  |
| 6.      | «Rey's Theme»                                    | 3:11     |  |
| 7.      | «The Falcon»                                     | 3:32     |  |
| 8.      | «That Girl with the Staff»                       | 1:58     |  |
| 9.      | «The Rathtars!»                                  | 4:05     |  |
| 10.     | «Finn's Confession»                              | 2:08     |  |
| 11.     | «Maz's Counsel»                                  | 3:07     |  |
| 12.     | «The Starkiller»                                 | 1:50     |  |
| 13.     | «Kylo Ren Arrives at the Battle»                 | 2:00     |  |
| 14.     | «The Abduction»                                  | 2:23     |  |
| 15.     | «Han and Leia»                                   | 4:41     |  |
| 16.     | «March of the Resistance»                        | 2:34     |  |
| 17.     | «Snoke»                                          | 2:03     |  |
| 18.     | «On the Inside»                                  | 2:06     |  |
| 19.     | «Torn Apart»                                     | 4:19     |  |
| 20.     | «The Ways of the Force»                          | 3:14     |  |
| 21.     | «Scherzo for X-Wings»                            | 2:32     |  |
| 22.     | «Farewell and the Trip»                          | 4:55     |  |
| 23.     | «The Jedi Steps and Finale»                      | 8:51     |  |
| 1:17:08 |                                                  |          |  |

## Listas musicales de álbumes
| Lista (2015)                      | Mejor posición |
| --------------------------------- | -------------- |
| Australian Albums (ARIA)          | 24             |
| Bélgica (Ultratop flamenca)       | 19             |
| Bélgica (Ultratop valona)         | 46             |
| Países Bajos (Album Top 100)      | 26             |
| Irlanda (IRMA)                    | 37             |
| Norwegian Albums (VG-lista)       | 25             |
| Reino Unido (UK Albums Chart)     | 25             |
| Italia (FIMI)                     | 64             |
| Nueva Zelanda (Recorded Music NZ) | 38             |
| Suecia (Sverigetopplistan)        | 42             |
| UK Soundtrack Albums (VG-lista)   | 1              |
| US Billboard 200                  | 5              |